# Servisch basketbalteam (vrouwen)
Het Servisch nationaal basketbalteam (Servisch: Женска кошаркашка репрезентација Србије, Ženska košarkaška reprezentacija Srbije) is een team van basketballers dat Servië vertegenwoordigt in internationale wedstrijden. Volgens de FIBA is het Servisch basketbalteam de opvolger van het Joegoslavisch en Servisch-Montenegrijns basketbalteam.
Servië deed mee aan twee edities van het Wereldkampioenschap basketbal. Dertien keer werd er meegedaan aan Eurobasket. Hierin wist Servië drie keer een medaille te behalen (tweemaal goud). Tot slot nam het Servisch nationaal basketbalteam één keer deel aan de Olympische Zomerspelen, alwaar het één keer een medaille wist te winnen.

## Servië tijdens internationale toernooien

### Wereldkampioenschap
- WK basketbal 2002: 12e
- WK basketbal 2014: 8e

### Eurobasket
- Eurobasket vrouwen 1995: 10e
- Eurobasket vrouwen 1997: 8e
- Eurobasket vrouwen 1999: 7e
- Eurobasket vrouwen 2001: 5e
- Eurobasket vrouwen 2003: 8e
- Eurobasket vrouwen 2005: 9e
- Eurobasket vrouwen 2007: 11e
- Eurobasket vrouwen 2009: 16e
- Eurobasket vrouwen 2013: 4e
- Eurobasket vrouwen 2015: 1e
- Eurobasket vrouwen 2017: 11e
- Eurobasket vrouwen 2019: 3e
- Eurobasket vrouwen 2021: 1e

### Olympische Spelen
- Olympische Spelen 2016: 3e